# Benjamin Griveaux
Benjamin-Blaise Griveaux (n. 29 decembrie 1977, Saint-Rémy, Bourgogne, Franța) este un politician francez din La République En Marche! (LREM), care a fost purtător de cuvânt al guvernului din 2017 până în 2019 în timpul prim-ministrului Édouard Philippe. Din 2017 până în 2021, a fost și membru al Adunării Naționale, reprezentând arondismentul 5 din Paris, care cuprinde arondismentul 3 și 10.
Fost membru al Partidului Socialist (PS), Griveaux a fost adesea descris drept unul dintre cei mai apropiați aliați politici ai președintelui Emmanuel Macron. El a fost candidatul LREM la primarul Parisului la alegerile municipale din 2020, înainte de a se retrage din cauza unui scandal sexual și de a fi înlocuit de ministrul Sănătății Agnès Buzyn.
Este absolvent al HEC Paris și al Sciences Po.